# Anna Dementyeva
Anna Yurievna Dementyeva, em russo: Анна Дементьева, (Samara, 28 de dezembro de 1994) é uma ginasta russa que compete em provas de ginástica artística. 
Integrou a equipe russa que disputou o Campeonato Mundial de Roterdã, em 2010.